# Джерело Марії Загребельної
Джерело Марії Загребельної  (колишня назва — Джерело «Комсомолка») — гідрологічна пам'ятка природи місцевого значення. Розташована у с. Матейків Барського району Вінницької області. Оголошена відповідно до рішення Вінницького облвиконкому від 29.08.1984 р. № 371. Охороняється джерело ґрунтової води пов'язане з ім'ям вчительки місцевої школи Марії Загребельної, яка героїчно загинула в роки Другої світової війни.